# Décès en 1965
Décès
- 1961
- 1962
- 1963
- 1964
- 1965
- 1966
- 1967
- 1968
- 1969

Cet article présente une liste de personnalités mortes au cours de l'année 1965.

Les mois de l'année font également l'objet de listes spécifiques :

## Décès par mois

### Inconnu
- Maurice Bismouth, peintre franco-tunisien (° 1891).
- Jane Chauleur-Ozeel, peintre et aquarelliste française (° 26 juillet 1879).
- Oscar Chauvaux, peintre français d'origine belge (° 19 mars 1874).
- Georges Darlan, homme politique centrafricain (° 1920).
- Émile Didier, peintre français (° 1890).
- Jean-Claude Dragomir, peintre français (° vers 1920).
- Jacques Simon, peintre et graveur français (° 21 novembre 1875).
- Leone Tommasi, peintre et sculpteur italien  (° 1903).
- Carlo Zocchi, peintre italien (° 1894).

### Janvier
- 4 janvier : Thomas Stearns Eliot, écrivain britannique (° 26 septembre 1888).
- 5 janvier : Emmanuel le Calligraphe, peintre d'art brut et écrivain français (° 9 mars 1908).
- 9 janvier : Maggy Monier, peintre et illustratrice française (° 22 décembre 1887).
- 12 janvier : Barry K. Barnes, acteur britannique ( ° 27 décembre 1906).
- 13 janvier : Leo Funtek, violoniste, chef d'orchestre et orchestrateur serbe puis yougoslave (° 21 août 1885).
- 16 janvier : Giuseppe Viviani, graveur et peintre italien (° 18 décembre 1898).
- 17 janvier :
  - Louis Chervin, peintre français (° 3 juin 1905).
  - Pierre Gerlier, cardinal français, archevêque de Lyon (° 14 janvier 1880).
- 22 janvier : Roland Lefèvre, joueur et entraîneur de football français (° 28 octobre 1914).
- 24 janvier : Winston Churchill, homme d'État britannique (° 30 novembre 1874).
- 26 janvier : Jean Despujols, peintre américain d'origine française (° 19 mars 1886).
- 28 janvier : Maxime Weygand, général français (° 21 janvier 1867).
- 29 janvier : Sante Zanon, compositeur italien (° 2 février 1899).
- 30 janvier : Bernard Fleetwood-Walker, peintre britannique (° 22 mars 1893).
- 31 janvier : Isabella Preston, appelée la « reine de l’horticulture ornementale » (° 4 septembre 1881).

### Février
- 2 février : George Neville Watson, mathématicien britannique (° 31 janvier 1886).
- 4 février : André Dignimont, illustrateur, peintre et graveur français (° 22 août 1891).
- 5 février : Irving Bacon, acteur américain (° 6 septembre 1893).
- 7 février : Władysław Jarocki, peintre polonais (° 6 juin 1879).
- 11 février : Mario Biazzi, peintre italien (° 17 décembre 1880).
- 14 février :
  - Désiré-Émile Inghelbrecht, chef d'orchestre et compositeur français (° 17 septembre 1880).
  - Alfred Lévy, peintre aquarelliste français (° 7 juin 1872).
- 15 février :
  - Nat King Cole, chanteur américain (° 17 mars 1919).
  - Paul Guignard, coureur cycliste français (° 10 mai 1876).
- 16 février : Charles Cerny, peintre austro-hongrois puis français (° 12 août 1892).
- 18 février : Pasquale Avallone,  peintre et sculpteur italien (° 1884).
- 19 février :
  - Srečko Koporc, compositeur, pédagogue et chef d'orchestre serbe puis yougoslave (° 17 novembre 1900).
  - Roger Reboussin, peintre français (° 11 octobre 1881).
- 20 février :
  - Horace Colmaire, peintre français (° 6 juin 1875).
  - Carlos Galicia, footballeur espagnol (° 24 mars 1903).
- 23 février : Stan Laurel, acteur américain (° 16 juin 1890).
- 27 février : Gustave Alaux, peintre et illustrateur français (° 21 août 1887).

### Mars
- 1er mars : Brace Beemer, acteur américain (° 9 décembre 1902).
- 3 mars : Arturo Cella, footballeur espagnol (° 19 février 1896).
- 5 mars : Meflah Aoued, footballeur algérien (° 7 mai 1906)[1].
- 11 mars : Clemente Micara, cardinal italien, vicaire général de Rome (° 24 décembre 1879).
- 12 mars : Anna Blake Mezquida, femme de lettres américaine (° 1er septembre 1883).
- 14 mars : Lucie Rogues, peintre française (° 19 janvier 1871).
- 18 mars : Farouk, Roi d'Égypte de 1937 à 1952 (° 11 février 1920).
- 20 mars : Emilio Petacci, acteur italien (° 25 janvier 1886).
- 26 mars :  Adriano Gajoni, peintre italien (° 29 octobre 1913).
- 30 mars : Maurilio Fossati, cardinal italien, archevêque de Turin (° 24 mai 1876).
- 31 mars : Mario Mafai, peintre italien (° 12 février 1902).

### Avril
- 6 avril : Gustave Pasquier, coureur cycliste français (° 7 octobre 1877).
- 10 avril : La Belle Otero, chanteuse, danseuse et courtisane de la Belle Époque (° 4 novembre 1868).
- 14 avril : Leonard Mudie, acteur anglais (° 11 avril 1882).
- 15 avril : Auguste Buisseret, homme politique belge (° 18 août 1888)
- 16 avril :
  - Sydney Chaplin, acteur et réalisateur britannique (° 16 mars 1885).
  - Floris Jespers, peintre, graveur et sculpteur belge (° 18 mars 1889).
  - Félix Sellier, coureur cycliste belge (° 2 janvier 1893).
- 17 avril :
  - Claribel Kendall, mathématicienne américaine (° 23 janvier 1889).
  - Georges Wague, mime et acteur français (° 14 janvier 1874).
- 19 avril :
  - George Davis, acteur américain d'origine néerlandaise (° 7 novembre 1889).
  - Louis-André Margantin, peintre français (° 4 avril 1900).
  - Paul Perrelet, peintre suisse (° 17 septembre 1872).
- 20 avril :
  - Arsène Alancourt, coureur cycliste français (° 29 février 1892).
  - Alfredo Palacios, avocat, homme politique, essayiste et professeur d'université argentin (° 10 août 1878).
- 27 avril :
  - Amo Bek-Nazarov, acteur et réalisateur russe puis soviétique (° 19 mai 1891).
  - Otto Tressler, acteur germano-autrichien (° 13 avril 1871).
- 30 avril : Claude Guyot, enseignant, résistant et homme politique français (° 28 février 1890).

### Mai
- 2 mai : Lucile Swan, sculptrice et artiste américaine (° 10 mai 1890).
- 3 mai : Árpád Szakasits, homme d'État hongrois (° 6 décembre 1888).
- 6 mai : Park Soo-keun, peintre coréen (° 21 février 1914).
- 8 mai : Wally Hardinge, joueur de cricket et de football britannique (° 25 février 1886).
- 12 mai :
  - Maurice-Antoine Drouard, peintre français (° 17 août 1899).
  - Roger Vailland, écrivain français (° 16 octobre 1907).
- 18 mai : Max Boullé, peintre et architecte mauricien (° 5 août 1899).
- 20 mai : Charles Camoin, peintre français (° 23 septembre 1879).
- 25 mai : Gustave Lorain, peintre et illustrateur français (° 8 septembre 1882).
- 27 mai : Antonio Ligabue, peintre italien (° 18 décembre 1899).
- 30 mai : Louis Hjelmslev, linguiste danois (° 3 octobre 1899).

### Juin
- 9 juin : Charles Edmond Kayser, aquarelliste, graveur, aquafortiste et lithographe français (° 27 mars 1882).
- 13 juin : Martin Buber, philosophe israelien d'origine autrichienne (° 8 février 1878).
- 15 juin :
  - Henry Chapront, peintre et illustrateur français (° 26 février 1876).
  - Steve Cochran, acteur américain (° 25 mai 1917).
- 20 juin : Bernard Baruch, homme d'affaires et homme politique américain (° 19 août 1870).
- 21 juin : Piotr Boutchkine, peintre, graphiste et pédagogue russe puis soviétique (° 22 janvier 1886).
- 26 juin :
  - Maurice Brocco, coureur cycliste français (° 28 janvier 1885).
  - Léo Fontan, peintre, illustrateur et décorateur français (° 23 septembre 1884).
  - Masamitsu Ōshima, herpétologiste et ichtyologiste japonais (° 21 juin 1884).
- 29 juin : Joseph Ryelandt, compositeur et professeur de musique belge (° 7 avril 1870).

### Juillet
- 5 juillet : Jean Aujame, peintre français (° 12 mai 1905).
- 8 juillet : Ernest Fisk, homme d'affaires et entrepreneur australien d'origine anglaise (° 8 août 1886).
- 9 juillet : Georges Artemoff, peintre et sculpteur français d'origine russe (° 17 février 1892).
- 10 juillet :
  - Jean Apothéloz, musicien, compositeur et peintre suisse (° 12 mai 1900).
  - Jacques Audiberti, écrivain français (° 25 mars 1899).
  - Neely Edwards, acteur américain (° 16 septembre 1883).
  - Idrisse Doursan, sous-officier tchadien, compagnon de la Libération (° vers 1914).
- 11 juillet : Ray Collins, acteur américain (° 10 décembre 1889).
- 16 juillet : Filippo Caracciolo di Castagneto, homme politique italien (° 4 mars 1903).
- 17 juillet : Eugène Bigot, chef d'orchestre et compositeur français (° 28 février 1888).
- 27 juillet : Maurice Yvain, compositeur français (° 12 février 1891).
- 29 juillet : Jules Masselis, coureur cycliste belge (° 19 novembre 1886).
- 31 juillet : Thérèse Geraldy, peintre française (° 18 juin 1884).

### Août
- 1er août : Kiyoshi Nobutoki, compositeur, violoncelliste et professeur japonais (° 29 décembre 1887).
- 4 août : Jimmy James, acteur britannique (° 20 mai 1892).
- 7 août : Jean Dargassies, coureur cycliste français (° 15 juillet 1872).
- 10 août : Sloan Doak, cavalier de concours complet américain (° 28 janvier 1886).
- 14 août : Vello Kaaristo, premier fondeur estonien à participer aux Jeux olympiques (° 17 mars 1911).
- 15 août : Léon Fort, peintre français (° 14 août 1870).
- 17 août : Richard Billings, acteur américain (° 18 septembre 1908).
- 21 août : Odile Defraye, coureur cycliste belge (° 14 juillet 1888).
- 23 août :
  - Francisco Antonio Encina, historien chilien (° 10 septembre 1874).
  - Moustapha el-Nahhas Pacha, homme politique égyptien (° 15 juin 1879).
- 27 août : Le Corbusier, architecte, urbaniste d'origine suisse (° 6 octobre 1887).
- 29 août : Wilhelm Gimmi, peintre, dessinateur et lithographe suisse (° 7 août 1886).
- 30 août : Adrien Bruneau, peintre français (° 20 juin 1874).
- 31 août : Henry Déziré, peintre français (° 6 février 1878).

### Septembre
- 2 septembre : Joseph Chauleur, peintre français (° 16 mars 1878).
- 3 septembre : André Kailao, militaire tchadien, compagnon de la Libération (° vers 1918).
- 4 septembre : Albert Schweitzer, médecin et théologien français (° 14 janvier 1875).
- 16 septembre : Gabriel Pradal, homme politique, journaliste et architecte espagnol (° 21 septembre 1891).
- 24 septembre :
  - Robustiano Patrón Costas, homme politique et entrepreneur argentin (° 5 août 1878).
  - Paul Preyat, sculpteur et peintre français (° 16 janvier 1892).
- 26 septembre : George Mathers, homme politique britannique (° 28 février 1886).
- 27 septembre : Hector Dumas, peintre et illustrateur français (° 10 avril 1872).

### Octobre
- 1er octobre : Walter Blattmann, coureur cycliste suisse (° 10 juin 1910).
- 2 octobre : Léon Sabatier, peintre et fresquiste français (° 23 avril 1891).
- 6 octobre : Otto Maier, footballeur allemand, cofondateur du FC Barcelone (° 2 septembre 1877).
- 7 octobre : Paul Antoine Hallez, peintre français (° 27 janvier 1872).
- 8 octobre : Orens Denizard, peintre français (° 8 mai 1879).
- 10 octobre : André Prugent, peintre français (° 17 janvier 1882).
- 14 octobre ou 14 novembre : Chatur Lal, musicien indien (° 23 janvier 1925 ou 16 avril 1925).
- 16 octobre : Charles Lavialle, comédien français (° 13 mars 1894).
- 17 octobre : Laure Diebold, née Laure Mutschler, résistante française (° 10 janvier 1915).
- 18 octobre : Henry Travers, acteur britannique (° 5 mars 1874).
- 20 octobre : Corrado Govoni, écrivain et poète italien (° 29 octobre 1884).
- 28 octobre : Émile Daru, écrivain, journaliste et professeur français (° 17 mai 1877).
- 29 octobre : Henri Burda, joueur et entraîneur de football français d'origine polonaise (° 4 janvier 1926).
- 31 octobre : Jules Valle, homme politique français (° 26 avril 1894).
- ? octobre : Lucien Biva, peintre franco-américain (° 13 août 1878).

### Novembre
- 1er novembre : Said Souchinski, chanteur russe, azerbaïdjanais puis soviétique (° 12 avril 1889).
- 4 novembre : Carey D. Miller, scientifique américaine (° 1895).
- 6 novembre : Edgard Varèse, compositeur américain  d'origine française (° 22 décembre 1883).
- 7 novembre : Marguerite Jeanne Carpentier, peintre, sculptrice et graveuse française (° 8 septembre 1886).
- 11 novembre : James Chuter Ede, homme politique britannique (° 11 septembre 1882).
- 13 novembre : Maurice Mathurin, peintre français (° 20 mai 1884).
- 14 novembre : Russell Collins, acteur américain (° 11 octobre 1897).
- 19 novembre :
  - Thaddée Nya Nana, libraire, planteur de café et homme politique camerounais (° 1921).
  - Georges Villa, dessinateur, caricaturiste, graveur, lithographe et illustrateur français (° 24 janvier 1883).
- 21 novembre : Casimir Raymond, peintre français (° 12 février 1870).
- 23 novembre : Herbert Windt, compositeur allemand (° 15 septembre 1894).
- 26 novembre :
  - Wild Bill Elliott, acteur américain (° 16 octobre 1904).
  - Fernando Vega, peintre péruvien (° 21 janvier 1932).
- 29 novembre : Nicolás Repetto, médecin et homme politique argentin (° 21 octobre 1871).

### Décembre
- 5 décembre : Albert Jakob Welti, écrivain et  peintre suisse (° 11 octobre 1894).
- 7 décembre : Robert Dugas-Vialis, peintre français (° 16 décembre 1883).
- 8 décembre : André Rosseel, coureur cycliste belge (° 23 novembre 1924).
- 16 décembre : Somerset Maugham, écrivain britannique (° 25 janvier 1874).
- 21 décembre : Claude Champagne, compositeur et pédagogue canadien (° 27 mai 1891).
- 24 décembre : Robert Lanz, peintre, enlumineur et illustrateur français (° 1er juillet 1896).
- 28 décembre : Herman Gouwe, peintre néerlandais (° 8 mai 1875).
- 30 décembre : Georges Paulmier, coureur cycliste français (° 24 septembre 1882).
- 31 décembre :
  - V. P. Menon, fonctionnaire indien (° 30 septembre 1893).
  - José Luis Talamillo, coureur cycliste espagnol (° 6 juillet 1933).